# How Do You Do! (singel Roxette)
How Do You Do! (pol. „Miło Cię poznać!”') – jeden z najpopularniejszych utworów szwedzkiego duetu Roxette. Piosenka została wydana w lipcu 1992 jako singel promujący płytę Tourism.
Tytuł utworu stanowi grę słów użytą w tekście piosenki. W pierwszym znaczeniu jest to fraza używana na powitanie nowo poznanej osoby ("I say Hello - How do you do!"). W drugim znaczeniu jest to pytanie o sposób, w jaki coś jest robione ("How do you do, do you do, the things that you do.").
W 2005 roku niemiecka grupa Cascada opublikowała cover tej piosenki na swoim singlu.

## Utwory
- How Do You Do!
- Fading Like A Flower (live)
- Knockin' on Every Door (BomKrash 12" remix)
- How Do You Do! (BomKrash 12" remix)